# Serbska Lipa
Die Serbska Lipa (zu deutsch: sorbische Linde) war ein als Dachverband sorbischer Gymnasiasten und Studenten am 4. Oktober 1849 gegründeter Verein. In ihm formierten sich sorbische Studentenvereine, die sich im Zuge der demokratischen Märzrevolution für die sorbische Nation einsetzen wollten.

## Hintergrund
In einer sächsischen Regierungsverordnung vom 21. August 1849 waren alle existierenden Vaterlandsvereine verboten.
Dies betraf nicht nur deutsche Vereinigungen, wie etwa den Leipziger Vaterlandsverein, sondern auch eine sich erstmals artikulierende sorbische Nationalbewegung, die sich 1848 in den Vereinigten wendischen Vereinen in Bautzen mit über 2.000 Mitgliedern formiert hatte. Aus den Reihen dieses Vereins wurden fünf Sorben in den Sächsischen Landtag entsandt.
Die studentischen Mitglieder der Vereinigten wendischen Vereine wollten sich dem Verbot entziehen. Dazu organisierten sie in den auf das Verbot folgenden Semesterferien vor dem Herbstsemester 1849 demokratisch und patriotisch gesinnte sorbische Studenten und erwirkten den Zusammenschluss der damals wichtigsten sorbischen Studentenvereinigungen, wie etwa dem Sorabicum der Wendischen Predigergesellschaft Leipzig und der Prager Serbowka innerhalb der Serbska Lipa. Durch regen Briefkontakt blieben die Studenten auch während des Vorlesungsbetriebs länderübergreifend im Austausch miteinander. Ein jährliches Treffen aller sorbischen Studenten zum politischen und kulturellen Austausch wurde festgesetzt. Um einem Verbot der Obrigkeit zu entgehen, musste sich die Serbska Lipa bereits im darauf folgenden Jahr am 10. Oktober 1850 selbst auflösen. Eine Wiederbegründungsveruch 1855 scheiterte.

## Vereinszweck
„§ 4 Ziel der Serbska Lipa ist der Zusammenschluss wendischer studierender Jünglinge zwecks Begeisterung für die Nationalität, für gemeinsames Wirken zugunsten des Wendentums und die Vervollkommnung ihrer Bildung in wendischen Angelegenheiten.“

## Nachwirkung
Der Gedanke einer sorbischen Nationalbewegung wurde in den 1870er Jahren von Jungsorben wie etwa Arnošt Muka wieder aufgegriffen. In Anerkennung der wegbereitenden Diskurse der Serbska Lipa wurde 1876 die sorbische literarische Zeitschrift Lipa Serbska veröffentlicht, die später als Beilage in der Monatszeitschrift Łužica aufging.
Das von der Serbska Lipa geplante jährliche Treffen der sorbischen Studenten wurde von den Jungsorben in Form der seit 1875 noch immer jährlich stattfindenden Schadźowanka realisiert.